# 张量处理单元
张量处理单元，也称张量处理器，是 Google 开发的专用集成电路（ASIC），专门用于加速机器学习。自 2015 年起，谷歌就已经开始在内部使用 TPU，并于 2018 年将 TPU 提供给第三方使用，既将部分 TPU 作为其云基础架构的一部分，也将部分小型版本的 TPU 用于销售。

## 总览
2016 年 5 月，Google 在 Google I/O 上宣布了张量处理单元，并表示 TPU 已经在其数据中心内部使用了超过一年。该芯片是专门为 Google 的 TensorFlow 框架（一个符号数学库，用于机器学习应用程序，如神经网络）设计的。不过，截至 2017 年，Google 也将 CPU 和 GPU 用于其他类型的机器学习。其他供应商也设计了自己的 AI 加速器，并针对嵌入式和机器人市场。
Google 的 TPU 是专有的，一些 TPU 的型号已经上市。在 2018 年 2 月 12 日，纽约时报报道称 Google 将“允许其他公司通过其云计算服务购买对这些芯片的访问权”。Google 曾称，它们已用于 AlphaGo 与李世乭的人机围棋对战以及 AlphaZero 系统中。Google还使用 TPU 进行 Google 街景中的文本处理，并且能够在不到五天的时间内找到 Google 街景数据库中的所有文本。在 Google 相册中，单个 TPU 每天可以处理超过1亿张照片。TPU 也被用在 Google 用来提供搜索结果的 RankBrain 中。
与图形处理单元（GPU）相比，TPU 被设计用于进行大量的低精度计算（如 8 位的低精度），每焦耳功耗下的输入/输出操作更多，但缺少用于光栅化/纹理映射的硬件。
根据 Norman Jouppi 的说法，TPU 可以安装在散热器组件中，从而可以安装在数据中心机架上的硬盘驱动器插槽中。

## 产品
|                                   | TPUv1      | TPUv2      | TPUv3                 | TPUv4                               | TPUv5e                | TPUv5p                | v6e (Trillium)         | TPU v7 (Ironwood) |
| --------------------------------- | ---------- | ---------- | --------------------- | ----------------------------------- | --------------------- | --------------------- | ---------------------- | ----------------- |
| 推出时间                          | 2015       | 2017       | 2018                  | 2021                                | 2023                  | 2023                  | 2024                   | 2025              |
| 制程                              | 28 nm      | 16 nm      | 16 nm                 | 7 nm                                | 未列出                | 未列出                | 未列出                 | 未列出            |
| 裸晶尺寸 (mm2)                    | 331        | < 625      | < 700                 | < 400                               | 300-350               | 未列出                | 未列出                 | 未列出            |
| 片上储存 (MiB)                    | 28         | 32         | 32 (VMEM) + 5 (spMEM) | 128 (CMEM) + 32 (VMEM) + 10 (spMEM) | 48                    | 112                   | 未列出                 | 未列出            |
| 时钟速度 (MHz)                    | 700        | 700        | 940                   | 1050                                | 未列出                | 1750                  | 未列出                 | 未列出            |
| 内存                              | 8 GiB DDR3 | 16 GiB HBM | 32 GiB HBM            | 32 GiB HBM                          | 16 GB HBM             | 95 GB HBM             | 32 GB                  | 192 GB HBM        |
| 内存带宽                          | 34 GB/s    | 600 GB/s   | 900 GB/s              | 1200 GB/s                           | 819 GB/s              | 2765 GB/s             | 1640 GB/s              | 7.2 TB/s          |
| 热设计功耗 (W)                    | 75         | 280        | 220                   | 170                                 | 未列出                | 未列出                | 未列出                 | 未列出            |
| TOPS (Tera Operations Per Second) | 23         | 45         | 123                   | 275                                 | 197 (bf16) 393 (int8) | 459 (bf16) 918 (int8) | 918 (bf16) 1836 (int8) | 4614 (fp8)        |
| TOPS/W                            | 0.31       | 0.16       | 0.56                  | 1.62                                | 未列出                | 未列出                | 未列出                 | 4.7               |

### 第一代 TPU
第一代TPU是一个 8 位矩阵乘法的引擎，使用复杂指令集，并由主机通过 PCIe 3.0 总线驱动。它采用28 nm工艺制造，裸晶尺寸小于 331 mm2，时钟速度为 700 MHz，热设计功耗为 28–40 W。它有28 MiB 的片上存储和 4 MiB 的 32位累加器，取 8 位乘法器的 256×256 脉动阵列的计算结果。TPU 还封装了 8 GiB 的双通道 2133 MHz DDR3 SDRAM，带宽达到 34 GB/s。TPU 的指令向主机进行数据的收发，执行矩阵乘法和卷积运算，并应用激活函数。

### 第二代 TPU
第二代 TPU 于 2017 年 5 月发布。Google 表示，第一代 TPU 的设计受到了内存带宽的限制，因此在第二代设计中使用 16 GB 的高带宽内存，可将带宽提升到 600 GB/s，性能从而可达到 45 TFLOPS。TPU 芯片随后被排列成性能为 180 TFLOPS 的四芯片模块，并将其中的 64 个这样的模块组装成 256 芯片的 Pod，性能达到 11.5 PFLOPS。值得注意的是，第一代 TPU 只能进行整数运算，但第二代 TPU 还可以进行浮点运算。这使得第二代 TPU 对于机器学习模型的训练和推理都非常有用。谷歌表示，这些第二代TPU将可在 Google 计算引擎上使用，以用于 TensorFlow 应用程序中。

### 第三代 TPU
第三代 TPU 于 2018 年 5 月 8 日发布。谷歌宣布第三代 TPU 的性能是第二代的两倍，并将部署在芯片数量是上一代的四倍的 Pod 中。与部署的第二代 TPU 相比，这使每个 Pod 的性能提高了 8 倍（每个 Pod 中最多装有 1,024 个芯片）。

### 第四代 TPU
第四代 TPU 于 2021 年 5 月 19 日发布。谷歌宣布第四代 TPU 的性能是第三代的2.7倍，并将部署在芯片数量是上一代的两倍的 Pod 中。与部署的第三代 TPU 相比，这使每个 Pod 的性能提高了 5.4 倍（每个 Pod 中最多装有 4,096 个芯片）。

### 第五代 TPU
2021 年，谷歌透露TPU v5的物理布局是在深度强化学习新技术的帮助下设计的。谷歌聲稱TPU v5快了差不多两倍，比TPU v4快。基于这一點和比A100更好的表现，人们推測TPU v5可能与H100一样快，甚至更快。
与v4i是v4的轻量级版本一样，第五代也有一个名为v5e的“成本效益”的版本。2023年12月，谷歌推出了TPU v5p，宣称其性能与H100旗鼓相当。

### 第六代 TPU
2024年5月，在Google I/O会议上，谷歌推出了TPU v6e (Trillium)。谷歌声称TPU v6比起TPU v5e可实现4.7倍的性能提升，這要歸功於大尺寸的矩阵乘法單元和更快的时钟速度。高带宽存储（HBM）容量和带宽均提高了一倍。pod可包含多达256个Trillium单元。

### 第七代 TPU
2025年4月，在Google Cloud Next会议上，谷歌推出了TPU v7 (Ironwood)。 这是一款名为Ironwood的新芯片，将有两个版本：256颗芯片集群和9,216颗芯片集群。Ironwood的峰值计算性能可达4,614 TFLOP。

### Edge TPU
2018年7月，谷歌推出了用於邊緣運算的特殊應用積體電路Edge TPU。